# الغواصة الألمانية يو-215
غواصة يو-215 غواصة يو بوت ألمانية من الفئة السابعة دي بنيت لسلاح بحرية ألمانيا النازية كريغسمارينه، في أحواض فريدريش كروب خلال الحرب العالمية الثانية.